# Гермар-Марк
Гермар-Марк (на немски: Germar-Mark, Germarmark, Germara-Mark) е марка, територия през 9 и 10 век в части на Тюрингия и Хесен, между Унструт и Вера. Наречен е на тюрингското селище Гьормар, което се намира близо до кралското имение в Мюлхаузен и вероятно е център на управлението на марката. Марката се намира между Вестергау на юг и Айхсфелдгау на север. Съседни са Алтгау на изток и франкския Хесенгау на запад.

## История
Марката е спомената за пръв път през 974 и 994 г. До началото на 9 век Северен Хесен и Тюрингия, които вече са към Франкската империя, са нападани от саксите. Франкските владетели затова създават гранични марки за осигуряване на граничните територии.
След приемането на Саксония във Франкската империя Гермар-Марк губи значението си.

## Графове на Гермар-Марк
- Вигер I (* пр. 968, † 981), граф на Гермар-Марк (изочно от Мюхлхаузен), граф във Вайтагау и в Духарингау (територия Цайц-Наумбург), и от 965 до 981 г. първият маркграф на маркграфство Цайц
- Вигер II († 997/1009), наследява баща си като граф във Вестгау (Гермармарк) и Вайтагау
- графовете на Билщайн
  - Рюдигер I
  - Рюдигер II
- графовете на Нортхайм? (от 1075)